# 石油地质储量
石油地质储量（英語：oil in place, OIP），是指油藏的總含油量。由於該數量無法直接測量，因此油藏開採之前必須根據其他參數進行估算。一般使用體積方法來估計，參數包括含油岩石體積，孔隙度及其油水飽和度。加以對油量體積，被提升到地面，因溫度及壓力差異而需要的修正係數，